# George Leander
George Leander (Chicago, 12 de maig de 1883 - París, 23 d'agost de 1904) fou un ciclista estatunidenc, professional des del 1902 fins al 1904. Considerat un dels primers ciclistes del seu país a dedicat a les curses de sis dies juntament amb Robert Walthour o Floyd McFarland. Va morir com a conseqüència d'un accident durant una cursa a París.

## Palmarès
- 1902
  - 1r als Sis dies de Nova York (amb Floyd Krebs)
- 1903
  -  Campió dels Estats Units de Mig Fons